# Bharatiya Janata-partij
De Bharatiya Janata-partij (BJP) is een van de twee belangrijkste hindoenationalistische politieke partijen in India. Sinds 2014 leidt ze een coalitieregering in New Delhi, die in 2019 opnieuw een overtuigend mandaat behaalde. De voorzitter van de partij is Rajnath Singh, terwijl premier Narendra Modi de partijleider is. De jongerenorganisatie gelieerd aan de partij is Bharatiya Janata Yuva Morcha. De Sangh Parivar, waar de Bharatiya Janata-partij een belangrijk lid van is, is een groep van politieke partijen en organisaties die het hindoenationalisme en het hindoetva promoten.

## Geschiedenis
Er wordt gezegd dat de partij in 1980 voortkwam uit de vrijwilligersorganisatie Rashtriya Swayamsevak Sangh. Sinds 2020 ontkent de partijleiding dit, maar ontkent niet dat beide groeperingen dezelfde Hindutva-ideologie uitdragen. De eerste partijleider was Lal Krishna Advani, terwijl Atal Bihari Vajpay namens de BJP tussen 1998 en 2004 federaal premier was.
Bij de algemene verkiezingen voor de Lok Sabha van 2009 kreeg de partij 116 van de 543 zetels, een verlies van 22 zetels vergeleken met 2004. De verkiezingen van 2014 werden onder lijsttrekker Narendra Modi, de minister-president van Gujarat, overtuigend gewonnen. De BJP verwierf met 282 zetels een absolute meerderheid in het parlement, de eerste keer sinds 1984 dat een Indiase partij dit presteerde. 